# Лансере, Николай Евгеньевич
Никола́й Евге́ньевич Лансере́ (14 [26] апреля 1879, Санкт-Петербург, Российская империя — 6 мая 1942, Саратов, СССР) — русский архитектор-художник, профессор Академии художеств. Член общества «Мир искусства».

## Биография
Родился в Санкт-Петербурге. Младший сын Е. А. Лансере и Е. Н. Бенуа, брат З. Е. Серебряковой.
Учился в Высшем художественном училище при Императорской Академии художеств (1898—1904) у дяди — Л. Н. Бенуа. С 1928 г. преподавал в Ленинградском политехническом институте. (ЦГА СПб, ф. 3121. оп. 20, д. 241)

## Семья
Жена — Елена Казимировна Подсендковская (1885—1974), дети — Наталия Николаевна Лансере (1910—1998) и Алексей Николаевич Лансере (1916—2004).

## Проекты и постройки
С.-Петербург — Петроград:

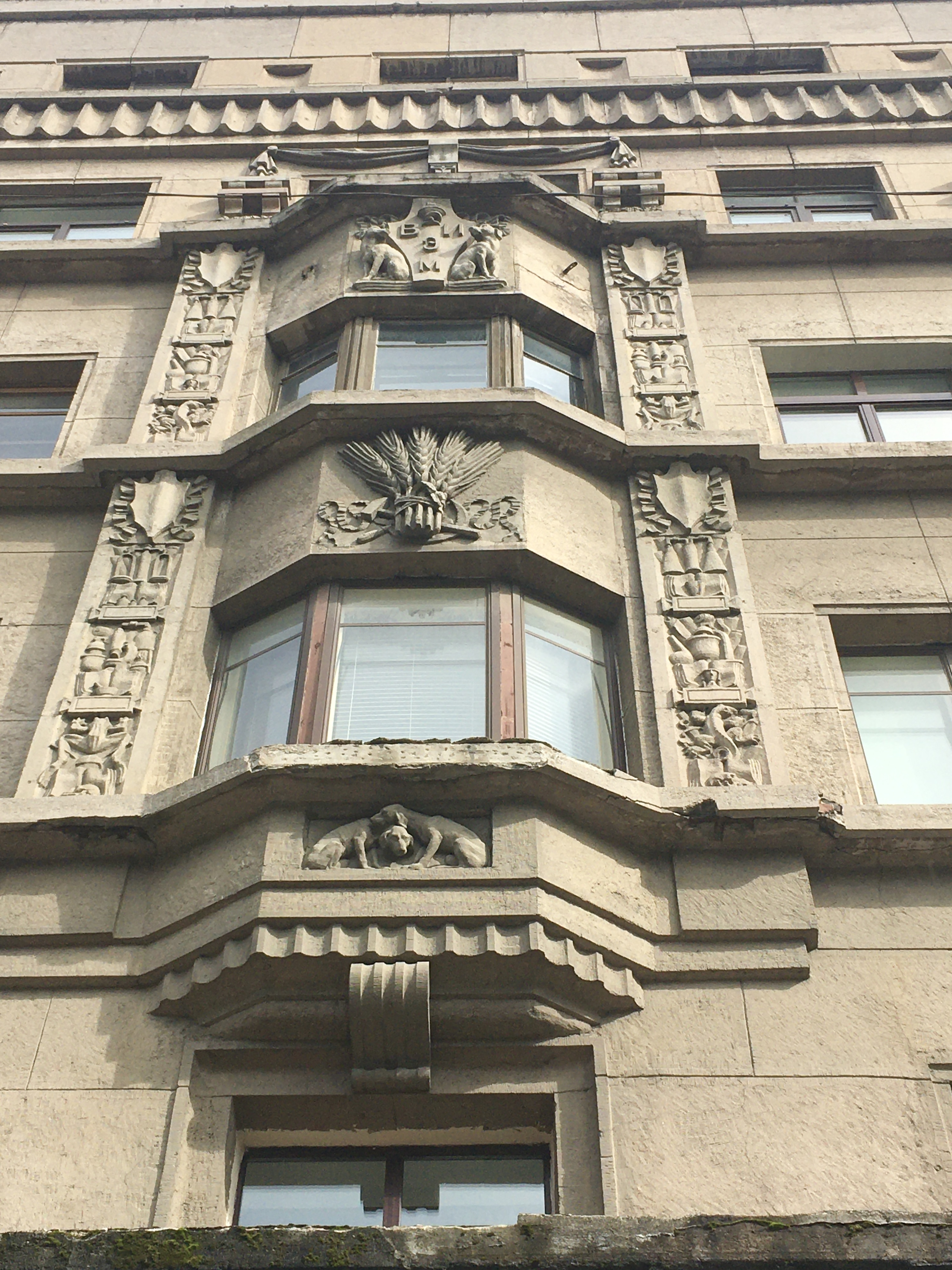
Эркер дома, построенного и украшенного по проекту Николая Евгеньевича

- 1909 — памятник Петру I. Малый Сампсониевский проспект. Скульптор — М. М. Антокольский. (В 2003 г. на этом месте установлена копия памятника).
- Большой Сампсониевский проспект, д. № 41 — часовня, ограда и паперть Сампсониевского собора. 1909. При участии А. П. Аплаксина.
- 1911—1913 — надгробный памятник С. С. Боткина. Некрополь мастеров искусств, Александро-Невская лавра.
- 1913 — метеорологический павильон. Елагин остров. Перенесён с Малой Конюшенной улицы. Скульпьтор В. В. Кузнецов. (Скульптура не сохранилась).
- Песочная набережная, д. № 10 — особняк М. А. Новинской и В. А. Засецкой. 1913—1914.
- Улица Чайковского, д. № 43 — особняк Ф. Н., Н. Н. и А. Н. Безаков. 1914—1916. Совместно с Н. Н. Лукницким. (Здание достроено в 1929—1930).
- Набережная реки Мойки — набережная канала Грибоедова, д. № 2 — здание Школы народного искусства. Фасады. 1914—1915 гг. Автор-строитель И. Ф. Безпалов.
- жилой дом на Каменноостровском проспекте, дом № 69

Другие проекты:
- усадьба брата в с. Усть-Крестище Тимского уезда (ныне — с. Крестище Советского района Курской области)
- Пансионат на курорте «Ястребиная гора» (Пилица) близ Данцига в Польше (1928)
- Домик Ю. Г. Осмоловскому на курорте «Ястребиная гора» (Пилица) на Балтийском море (1928)
- Маяк-памятник Христофору Колумбу в Сан-Доминго (1929 г.; конкурс международный; два варианта; почётный отзыв и 13-я премия из 453 представленных проектов)
- Интерьеры правительственных дач близ Валдая и под Москвой, зала заседаний и кабинета председателя Совнархоза в Кремле
- Отделка пассажирских помещений судов-рефрижераторов линии Ленинград — Лондон. 1-я серия: «Алексей Рыков», «Ян Рудзутак» (1926—1929). 2-я серия: «Феликс Дзержинский», «Смольный» (в сотрудничестве с худ. Комовым П. Н.; 1927—1929; Северная судостроительная верфь)

## Первый арест
2 марта 1931 года Лансере был арестован. 19 января 1932 года осуждён Коллегией ОГПУ по статье 58, ч. 6 и 11 Уголовного кодекса РСФСР за «шпионаж в пользу Франции». Расстрел ему был заменён 10 годами заключения. Работал в Особом конструкторско-техническом бюро (ОКТБ-12), располагавшемся в тюрьме ОГПУ на ул. Воинова. Был досрочно освобождён 2 августа 1935 года.
Н. Е. Лансере за время работы в «шарашкө» — «Особом конструкторско-техническое бюро» (с июля 1931-го по 28 июня 1935 года) создал:
- проекты отделки кабинетов Наркома внутренних дел и зала заседаний в Московском Кремле
- проекты фасадов административного здания (ОГПУ) на углу Шпалерной улицы и Литейного проспекта, 4 в Ленинграде (1931—1932)
- реконструкция Конногвардейского манежа под гараж ОГПУ
- проект внутренней отделки правительственной дачи на Каменном острове (15 комнат и эскизы мебели)
- архитектурные проекты здания горячего цеха алюминиевого завода в Волховстрое (ныне — город Волхов)
- проект дома отдыха ГПУ в Хосте
- проекты жилых домов для сотрудников ГПУ на Пироговской набережной в Москве и на углу улицы Воинова и проспекта Чернышевского в Ленинграде
- проекты отделки интерьеров парохода «Севастополь», яхты и катера серии «Г4» верфи НКВД по заказу Центрального Комитета компартии Абхазии

## Второй арест
Был вторично арестован 11 июня 1938 года (по другим сведениям 22 мая 1938 года) в Ораниенбауме, был приговорен 26 июня 1939 года к 5 годам заключения по обвинению в шпионаже.
Был направлен в пересыльный пункт в Котласе, где летом 1939 года неофициально встречался с сыном (июнь) и женой (август). С января по июнь 1940 содержался в Воркутлаге.
В августе 1940 года был этапирован в Москву для пересмотра дела, в июне 1941 был этапирован в Саратов, где умер в тюремной больнице 5 мая 1942 года. Похоронен в Саратове на тюремном кладбище. 5 ноября 1957 года был реабилитирован посмертно.

## Изданные книги
- Лансере Н., Вейнер П., Трубников А., Казнаков С., Пенэ Г. Гатчина при Павле Петровиче, цесаревиче и императоре. — СПб.: Лига, 1995. — 352 с. — (Мраморная серия). — 10 000 экз. — ISBN 5-88663-002-3.
- Лансере Н. Е. Винченцо Бренна. — СПб.: Коло, 2006. — 288 с. — 1500 экз. — ISBN 5-901841-34-4.
- Лансере Н. Е. Старый Петербург : историко-архитектурные исследования (сборник статей) / сост., послесл., коммент. В. А. Витязевой. — СПб.: Коло, 2012. — 400 с. — 1200 экз. — ISBN 978-5-901841-93-8.